# Elaeocarpus moratii
Espèce
Statut de conservation UICN

 EN  : En danger
Elaeocarpus moratii est une espèce de plantes de la famille des Elaeocarpaceae.

## Publication originale
- in Fl. Nouv.-Caléd. 11: 54. 1982.